# Capriolo (attractie)
De Capriolo is een attractietype gebouwd door Mondial Rides.
De attractie is een variant op de booster. Waar bij de booster twee gondels zijn aan beide kanten van de draaiende arm, is er hier slechts één gondel, maar deze is wel dubbel zo breed. Het is dus in feite een "halve" booster. Aan de andere kant is een contragewicht aan de arm bevestigd. Deze kant van de arm is ook minder lang dan de kant waar de gondel hangt. Het ronddraaien van de arm wordt verzorgd door een windmachine.
Bijzonder aan de Capriolo is de veel hogere g-kracht dan bij de booster. Dat komt doordat de Capriolo meestal versnelt wanneer de gondel naar beneden gaat en vertraagt wanneer deze weer naar boven gaat, terwijl bij de booster de arm meestal met constante snelheid ronddraait.

## Capriolo 8 en Capriolo 10
De standaardversie van de Capriolo is de Capriolo 8. Er bestaat echter ook een Capriolo 10, die nog eens een variant is op de Capriolo 8. Bij de Capriolo 10 kan namelijk de gondel ook nog eens ronddraaien om de as in het verlengde van de arm, waardoor de gondel veel meer beweegt. Daardoor kunnen passagiers in de Capriolo 10 ook zijwaarts gaan, iets wat bij de booster niet het geval is.

## Variant
Het bedrijf maakt ook de Furioso, een kleine versie van de Capriolo.